# 3-й саміт Європейської політичної спільноти
Третій саміт Європейської політичної спільноти — відбувся 5 жовтня 2023 року в замці Альгамбра, Гранаді що в Іспанії. Очікується, що у ньому візьмуть участь 47 глав держав, урядів та інститутів Європейського Союзу.

## Цілі
Основна увага на саміті буде зосереджена на російському вторгненні в Україну у 2022 році, мобільності випускників та штучному інтелекті. Дискусії будуть організовані в чотирьох робочих групах за трьома кластерами: цифровізація та цифровий перехід; енергетика, навколишнє середовище та зелений перехід; багатосторонність та геостратегія. За кілька днів до саміту прем'єр-міністр Великої Британії Ріші Сунак викликав суперечки, наполягаючи на тому, щоб відмовитися від узгодженого порядку денного і зосередитися виключно на міграції.

## Підготовка

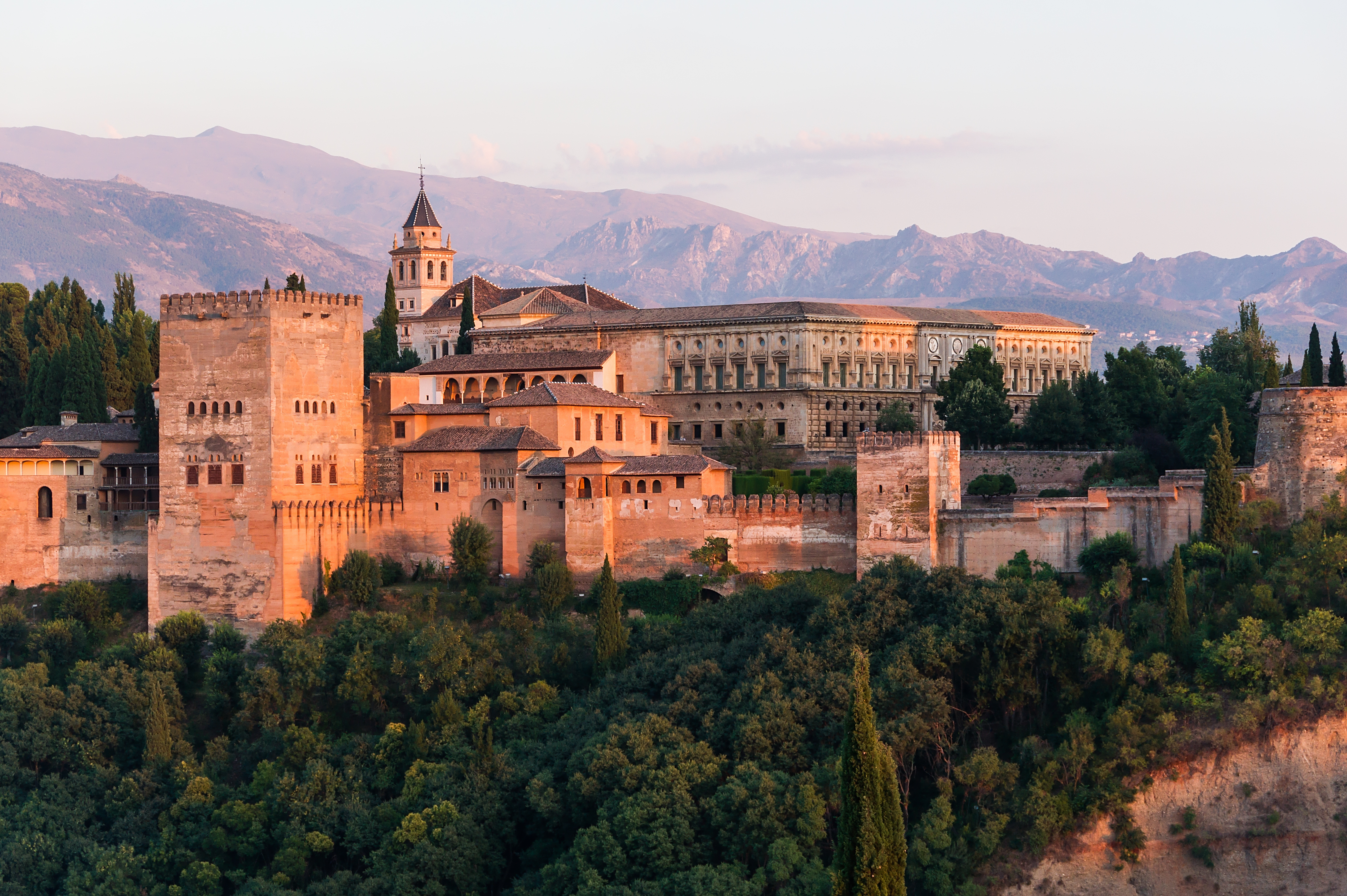
5 жовтня 2023 року в Альгамбра відбудеться 3-й саміт EПС

Іспанія була оголошена господарем третього саміту ЄПС у жовтні 2022 року. Дата та місце проведення саміту були оголошені в лютому 2023 року.
Неофіційне засідання Європейської Ради також заплановане на наступний день у Палаці конгресів у Гранаді.

## Розклад та порядок денний
Саміт відбувся 5 жовтня 2023 року і мав наступну структуру (за центральноєвропейським часом):.
11:30 — Прибуття та зустріч учасників
12:30-13:30 — Круглий стіл
13:30-14:00 — Пленарне засідання
13:30-15:00 — Тематичні кластери з питань цифровізації та цифрового переходу; енергетики, навколишнього середовища та зеленого переходу; багатосторонності та геостратегії
15:00 — Офіційна прес-конференція
18:30-20:00 — Відвідування палаців Альгамбри

## Учасники

Країни, які були запрошені на саміт

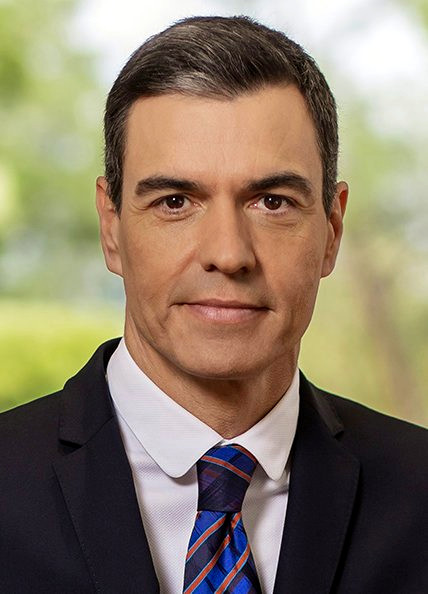
Прем'єр-міністр Іспанії Педро Санчес господар саміту

Очікується, що саміт відвідають глави держав та урядів країн-учасниць Європейської політичної спільноти, а також Голова Європейської Ради, Президент Європейської комісії та Президент Європейського парламенту. Напередодні саміту президент Туреччини Реджеп Таїп Ердоган оголосив, що не зможе бути присутнім через хворобу. Президент Азербайджану Ільхам Алієв не приїхав через "антиазербайджанську атмосферу" після нещодавнього військового наступу азербайджанських сил в Нагірному Карабаху.
На саміті були присутні такі глави держав та урядів:
|  | Не член ЄС |

| Країна               | Країна               | Лідер                | Посада                               |
| -------------------- | -------------------- | -------------------- | ------------------------------------ |
| Австрія              | Австрія              | Карл Негаммер        | Федеральний канцлер                  |
| Азербайджан          | Азербайджан          | не присутні          | не присутні                          |
| Албанія              | Албанія              | Еді Рама             | Прем'єр-міністр                      |
| Андорра              | Андорра              | Шав'є Еспот Самора   | Прем'єр-міністр                      |
| Бельгія              | Бельгія              | Александер де Кроо   | Прем'єр-міністр                      |
| Болгарія             | Болгарія             | Николай Денков       | Прем'єр-міністр                      |
| Боснія і Герцеговина | Боснія і Герцеговина | Желько Комшич        | Голова Президії                      |
| Вірменія             | Вірменія             | Нікол Пашинян        | Прем'єр-міністр                      |
| Велика Британія      | Велика Британія      | Ріші Сунак           | Прем'єр-міністр                      |
| Греція               | Греція               | Кіріакос Міцотакіс   | Прем'єр-міністр                      |
| Грузія               | Грузія               | Іраклі Гарібашвілі   | Прем'єр-міністр                      |
| Данія                | Данія                | Метте Фредеріксен    | Прем'єр-міністр                      |
| Естонія              | Естонія              | Кая Каллас           | Прем'єр-міністр                      |
| Ірландія             | Ірландія             | Лео Варадкар         | Тишех                                |
| Ісландія             | Ісландія             | Катрін Якобсдоуттір  | Прем'єр-міністр                      |
| Іспанія              | Іспанія              | Педро Санчес         | Прем'єр-міністр                      |
| Італія               | Італія               | Джорджа Мелоні       | Премʼєр-міністр                      |
| Кіпр                 | Кіпр                 | Нікос Христодулідіс  | Президент                            |
| Косово               | Косово               | Вйоса Османі         | Президент                            |
| Латвія               | Латвія               | Евіка Сіліня         | Прем'єр-міністр                      |
| Литва                | Литва                | Ґітанас Науседа      | Президент                            |
| Ліхтенштейн          | Ліхтенштейн          | Даніель Ріш          | Прем'єр-міністр                      |
| Люксембург           | Люксембург           | Ксав'є Бетель        | Прем'єр-міністр                      |
| Мальта               | Мальта               | Роберт Абела         | Прем'єр-міністр                      |
| Молдова              | Молдова              | Мая Санду            | Президент                            |
| Монако               | Монако               | П'єр Дарту           | Державний міністр                    |
| Нідерланди           | Нідерланди           | Марк Рютте           | Прем'єр-міністр                      |
| Німеччина            | Німеччина            | Олаф Шольц           | Федеральний канцлер                  |
| Норвегія             | Норвегія             | Йонас Гар Стьоре     | Прем'єр-міністр                      |
| Північна Македонія   | Північна Македонія   | Димитар Ковачевський | Прем'єр-міністр Північної Македонії  |
| Польща               | Польща               | Матеуш Моравецький   | Прем'єр-міністр                      |
| Португалія           | Португалія           | Антоніу Кошта        | Прем'єр-міністр                      |
| Румунія              | Румунія              | Клаус Йоганніс       | Президент                            |
| Сан-Марино           | Сан Марино           | Лука Беккарі         | Державний секретар закордонних справ |
| Сербія               | Сербія               | Александар Вучич     | Президент                            |
| Словаччина           | Словаччина           | Людовіт Одор         | Прем'єр-міністр                      |
| Словенія             | Словенія             | Роберт Голоб         | Прем'єр-міністр                      |
| Туреччина            | Туреччина            | не присутні          | не присутні                          |
| Угорщина             | Угорщина             | Віктор Орбан         | Прем'єр-міністр                      |
| Україна              | Україна              | Володимир Зеленський | Президент                            |
| Фінляндія            | Фінляндія            | Петтері Орпо         | Прем'єр-міністр                      |
| Франція              | Франція              | Емманюель Макрон     | Президент                            |
| Хорватія             | Хорватія             | Андрей Пленкович     | Прем'єр-міністр                      |
| Чехія                | Чехія                | Петр Фіала           | Прем'єр-міністр                      |
| Чорногорія           | Чорногорія           | Яков Мілатович       | Президент                            |
| Швейцарія            | Швейцарія            | Ален Берсе           | Президент                            |
| Швеція               | Швеція               | Ульф Крістерссон     | Прем'єр-міністр                      |
| Європейський Союз    | Європейський Союз    | Шарль Мішель         | Президент Європейської ради          |
| Європейський Союз    | Європейський Союз    | Урсула фон дер Ляєн  | Президент Європейської комісії       |
| Європейський Союз    | Європейський Союз    | Роберта Мецола       | Президент Європейського парламенту   |

## Результати

### Вірменсько-азербайджанські відносини
На саміті була запланована зустріч між прем'єр-міністром Вірменії Ніколом Пашиняном та президентом Азербайджану Ільхамом Алієвим, як це було на двох попередніх самітах. Очікувалося, що це буде перша зустріч між ними після наступу Азербайджану на Нагірний Карабах у 2023 році та втечі вірмен з Нагірного Карабаху. Однак напередодні саміту Алієв оголосив, що не братиме участі у п'ятисторонній зустрічі з Пашиняном, також за участю лідерів Франції та Німеччини, через "антиазербайджанську атмосферу", але додав, що, можливо, замість цього він захоче взяти участь у тристоронньому форматі ЄС-Азербайджан-Вірменія. Пашинян сподівався представити потенційну мирну угоду між Вірменією та Азербайджаном на зустрічі.

### Косовсько-сербські відносини
З огляду на напружені відносини між Косово і Сербією, що виникли після нападу в Бані, очікується, що напружена динаміка відносин між двома країнами стане головним предметом обговорення. Європейські лідери намагаються сприяти зустрічі між президентом Сербії Александром Вучичем і президентом Косова Вйосою Османі. Канцлер Німеччини Олаф Шольц підтвердив, що підвищена напруженість у відносинах між двома державами також буде обговорюватися в четвер і п'ятницю під час саміту, запланованого в Гранаді.

### Міграція
Після того, як не вдалося домогтися скасування запланованого порядку денного і перенести основну увагу саміту на міграцію, прем'єр-міністр Великої Британії Ріші Сунак проведе окрему зустріч на цю тему разом з прем'єр-міністром Італії Джорджею Мелоні.